# Тео Кюстерс
Тео Кюстерс (фр. Theo Custers, нар. 10 серпня 1950, Генк) — бельгійський футболіст, що грав на позиції воротаря.
Виступав, зокрема, за «Антверпен» та «Еспаньйол», а також національну збірну Бельгії, з якою був учасником чемпіонаті світу та Європи.

## Клубна кар'єра
У дорослому футболі дебютував 1971 року виступами за команду «Ватерсхей Тор» з рідного міста Генк, в якій провів чотири сезони, взявши участь у 103 матчах другого та третього дивізіону Бельгії.
Своєю грою за цю команду привернув увагу представників тренерського штабу клубу «Антверпен», до складу якого приєднався 1975 року. Спочатку Кюстерс був дублером досвідченого Жана-Марі Траппеньє і лише з сезону 1977/78 став основним воротарем клубу. Всього відіграв за команду з Антверпена п'ять з половиною сезонів своєї ігрової кар'єри.
На початку 1981 року перейшов у нідерландський «Гелмонд Спорт», а вже влітку став гравцем іспанського «Еспаньйола». 20 вересня 1981 року він дебютував у Прімері у виїзному матчі проти «Еркулеса» (2:0). У сезоні 1981/82 Кюстерс був основним воротарем барселонського клубу, але в наступному сезоні його витіснив камерунець Томас Н'Коно.
У результаті 1983 року Кюстерс повернувся до Бельгії і став гравцем «Мехелена», де провів наступні три сезони. Надалі виступав за третьоліговий бельгійський клуб «Фарсьєн», а завершив ігрову кар'єру у команді четвертого дивізіону «Фарсьєн», за яку виступав до 1990 року. Надалі працював тренером воротарів ряду бельгійських команд, а також збірної Бельгії (2006—2007).

## Виступи за збірну
17 жовтня 1979 року дебютував в офіційних матчах у складі національної збірної Бельгії в грі кваліфікації на Євро-1980 проти Португалії (2:0).
Тео протягом усього часу у збірній був дублером Жана-Марі Пфаффа, тому на чемпіонаті Європи 1980 року в Італії, де разом з командою здобув «срібло», на поле не виходив, а на чемпіонаті світу 1982 року в Іспанії зіграв лише один матч, у другому груповому етапі з Польщею (0:3) через пошкодження Пфаффа.
Цей матч став останнім для Тео у складі збірної. Загалом протягом кар'єри у національній команді, яка тривала 4 роки, провів у її формі 10 матчів і пропустив 7 голів.

## Титули і досягнення
- Віце-чемпіон Європи: 1980